# Isla Blair
Isla Blair Glover, född 29 september 1944 i Bangalore, Indien, är en brittisk skådespelerska.

## Rollista i urval
- 1964 – Yeah! Yeah! Yeah!
- 1967 – The Avengers (TV-serie)
- 1968 – Leva loppan
- 1969 – Helgonet (TV-serie)
- 1969 – Slaget om England
- 1975–1976 – Månbas Alpha (TV-serie)
- 1983 – Doctor Who (TV-serie)
- 1989 – Indiana Jones och det sista korståget
- 1989 – Valmont
- 1990 – Skattkammarön
- 1992 – Kommissarie Morse (TV-serie)
- 1995 – Maktens män (TV-serie)
- 1996–1997 – Ett fall för Frost (TV-serie)
- 2000 – Mrs Bradleys mysterier (TV-serie)
- 2003 – Morden i Midsomer (TV-serie)
- 2004 – Gamla snutar, nya spår (TV-serie)
- 2006, 2019 – Casualty (TV-serie)
- 2011 – Johnny English Reborn
- 2014 – Grantchester (TV-serie)